# Antoni Sivera
Antoni Miguel Sivera Peris (* 13. April 1978) ist ein andorranischer Fußballspieler.

## Karriere

### National
Sivera spielte von 2001 bis 2005 in der Primera Divisió für den FC Santa Coloma in Andorras höchster Spielklasse. Es folgte ein einjähriges Gastspiel bei der US Luzenac aus dem viertklassigen Championnat de France Amateur. Die Spielzeit 2006/07 verbrachte der Mittelfeldspieler erneut in Santa Coloma, ehe er im Sommer 2007 zum unterklassigen spanischen Verein FC Campello wechselte, für den er seither spielt.

### International
Er spielte bisher 23 mal für die andorranische Fußballnationalmannschaft.